# Manfred Heinze
Manfred Heinze, bürgerlich Manfred Hans Ernst Heinze (* 1959 in Duisburg), ist ein deutscher Künstler und Maler.

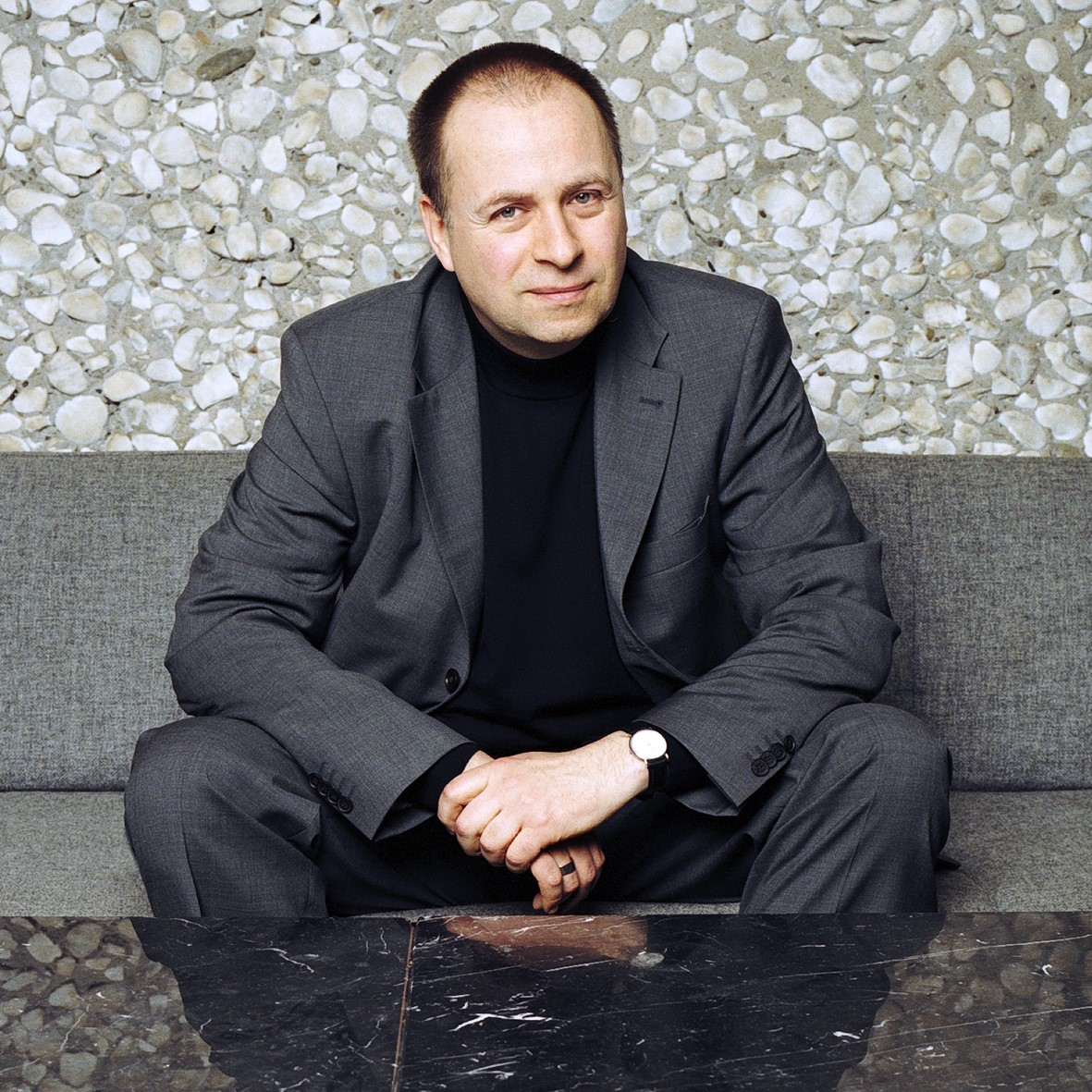
Manfred Hans Ernst Heinze

## Leben
Manfred Heinze wuchs in Duisburg-Neudorf auf. Zwischen 1972 und 1975 besuchte er das Internat Institut Montana auf dem Zugerberg, Schweiz. 1980 beendete er die Schulzeit mit dem Abitur, studierte dann in Essen. 1997 zog er nach Berlin. Seit 2012 wohnt und arbeitet Heinze in Osnabrück.

## Künstlerische Ausbildung
Noch während seiner Schulzeit beschloss Heinze Künstler zu werden und fertigte sein erstes im Werkverzeichnis notiertes Werk an. Angetan von der Idee, den Kunstbegriff möglichst weit zu fassen, interessierte er sich für die Baukunst als die „Mutter der Künste“. Er studierte daher ab 1981 an der Universität Essen Architektur und beendete das Studium 1989 als Diplom-Ingenieur. Seine Diplomarbeit über ein neues Museum auf der Akropolis in Athen fertigte er größtenteils als geometrisch abstraktes Gemälde auf gerahmter Leinwand an. Von der Universität Essen wurde sie als herausragende Arbeit mit einem Katalog gewürdigt. Zwischen 1981 und 1984 absolvierte Heinze ein Fernstudium der Innenarchitektur an der Neuen Kunstschule Zürich. 1983 bis 1985 nahm er privaten Kunstunterricht bei den Künstlern Eric Mälzer und Klaus Urbons aus Mülheim an der Ruhr, 1984 bei dem Duisburger Künstler Schero. 1986, 1987 und 1988 reiste Heinze zu Zeichenseminaren in die Toskana. 1988 absolvierte er eine Ausbildung zum Elektroschweißer, um damals projektierte Objekte in Stahl selbst anfertigen zu können. 1988 bewarb er sich zunächst erfolglos an der Staatlichen Kunstakademie Düsseldorf bei Gerhard Richter, studierte dann aber von 1988 bis 1989 freie Kunst (Baukunst) in der Klasse von Ernst Kasper.
Im Jahre 1989 reiste Heinze zu privaten Studien für sechs Monate nach New York, NY (USA), wo er im Architekturbüro des Pritzker Preisträgers von 1984 Richard Meier tätig war. Zwischen 1990 und 1999 arbeitete er auch als selbständiger Architekt. Seine künstlerische Arbeit und Ausstellungstätigkeit intensivierte er nach dem Jahr 2000 erheblich. Seitdem konzentriert sich Heinze ausschließlich auf seine Arbeit als freischaffender Künstler.

## Werk und Rezeption
Der Künstler und Kunstlehrer Rolf Binder weckte in den frühen 1970er Jahren am Gymnasium Duisburg-Neudorf in Heinze die Begeisterung für Farbe und Gestaltung. Zwischen den Jahren 1972 und 1976 erweiterte Heinze sein Interesse auf die technische Zeichnung, fasziniert von der Präzision der Darstellung. Die Beschäftigung mit Kunst, vor allem mit Malerei und Zeichnung, wurde zu einem immer wichtigeren Aspekt seines Lebens, die schließlich 1977 zu dem Entschluss führte Künstler zu werden. So entstand, ausgelöst durch eine Eingebung in der Duisburger Galerie Atlantis, am 23. September 1977 das erste Werk, eine Tuschezeichnung. Heinze begann schon 1979 mit der schriftlichen und fotografischen Archivierung seiner Werke. Beginnend mit der Zeichnung WV-Nr. 00.001 vom 23. September 1977, führt er das Werkverzeichnis lückenlos bis heute fort.
Motivisch und technisch waren die ersten Jahre bis 1983 geprägt von Experiment und künstlerischer Findung. Aus anfänglich thematisch gegenständlichen Bildern entwickelte sich im Laufe der Zeit eine überwiegend abstrakte Bildsprache. Ab den 1990er Jahren wurden die Ausstellungsorte prominenter. Zwischen 1989 und 2000 intensivierte Heinze die Mitarbeit in künstlerischen Organisationen, Vereinen und Verbänden. Immer wieder vermischten sich Kunst und Architektur, sowohl bei der Arbeit als auch für Ausstellungen. Im Zuge seiner Mitgliedschaft im Kuratorium der Stiftung Deutscher Architekten betreute Heinze Studenten bei Seminaren in Nordrhein-Westfalen. Nach dem Umzug nach Berlin im Jahre 1997 stellt Heinze im Jahre 1999 schließlich seine Tätigkeit rund um die Architektur vollständig ein und widmet sich ausschließlich der Malerei. Die Beschäftigung mit der Werkgruppe »Zellen« wurde ab 2004 wieder zur Hauptthema seiner Arbeit. Diese Werkgruppe hat er sowohl technisch als auch inhaltlich weiter entwickelt, wobei sich der Einsatz der Materialien stark veränderte und die Zellen insgesamt größer, spontaner und farbiger wurden.
Sichtbare Inhalte sind in der Regel nicht zu erkennen und von Heinze auch nicht beabsichtigt. Heinze will mit seiner Malerei über die Übermalung eines gewählten Untergrundes hinaus nichts verdeutlichen oder in Frage stellen. Auch einer mathematischen Logik verweigern sich seine Bilder ebenso wie dem Chaos. Bestenfalls lassen sich Themen wie Kunstbetrieb, künstlerische Praxis, Materialgeschichte oder Konzeptentwicklung erkennen. Einige wenige Arbeiten bilden zu der Inhaltsverweigerung eine Ausnahme und positionieren sich sehr wohl politisch, gesellschaftskritisch oder einfach nur gegenständlich. Seine Objekte hingegen thematisieren im Gegensatz zum malerischen Werk eindeutig und meist ironisch Aspekte der Architektur, der Innenarchitektur oder der Landschaft.

### Bildtitel
Die Bildtitel der Werke von Manfred Heinze ändern sich phasenweise. Mal tragen die Bilder ausschließlich Nummern, dann benennt der Titel im Bild sichtbare Elemente, oder die Bilder haben Titel, die nichts Erkennbares im Gemälde bezeichnen. Wiederum andere Titel suggerieren Inhalte oder Themen durch fremd klingende Wörter, die aber lediglich einem selbst entwickelten Zufallsgenerator entspringen und keinerlei Sinn ergeben. Oder die Bilder bekommen anstatt Titel Namen, die ebenfalls per Zufallsgenerator einem Wörterbuch für internationale Vornamen entnommen sind. Arbeiten der Werkgruppe »Zellen« haben oftmals als Titel lediglich den englischen Begriff »Cells«. Nur selten bleiben die Werke ohne Titel.

## Werkgruppen
In Heinzes Arbeit dominiert eine bevorzugte Werkgruppe sein Schaffen: »Zellen«. Die anderen Werkgruppen haben nur einen sehr geringen Anteil am konzeptuellen Gesamtwerk.

### Werkgruppe »Zellen«
Seit 1977. Gezeichnete und/oder gemalte zellenartige Formen in verschiedenen Größen, die sich gegenseitig nicht berühren. Sie bilden ein offenes, freies Füll- oder Flächenornament ohne Rapport. Dabei bedecken die Zellen den Bildträger vollständig oder in Teilbereichen. Diese Zellen sind inzwischen zu einem unverwechselbaren Wiedererkennungsmerkmal für die Arbeiten von Manfred Heinze geworden. Die Untergründe der Werke variieren im gesamten Spektrum zwischen monochrom, starkfarbig, ornamental oder auch gegenständlich. Erstmals 1985, vermehrt seit 2014, verwendet Heinze als Bildträger für seine Zellenbilder auch industriell gefertigte Gewebe und Dekostoffe. Hierbei bricht er bei allen neueren Werken mit sämtlichen Konventionen der Kunstpräsentation. Auf einen Keilrahmen verzichtet er dabei ebenso wie auf die saubere Verarbeitung der Kanten. Schiefe Schnitte, Risse und hängende Fäden zeigen den bewusst nachlässigen Umgang mit den Werken und zwar nicht nur während des Entstehungsprozesses. Zum Transport und zur Lagerung werden die Werke nicht orthogonal, sondern schräg gefaltet oder wie ein Stück Papier geknüllt. Derart malträtiert sind die Werke bei Ausstellungen nur mit kleinen Nägeln an der Wand befestigt, so dass später kleine Löcher am Rand des Bildes zu erkennen sind. Dieses Vorgehen soll den Stoff als Bildfläche sowohl thematisieren als auch würdigen. Durch diese Art der Bearbeitung wird das Werk dahingehend erweitert, dass nunmehr der Bildträger sich nicht unsichtbar unter dem Bild versteckt, wie bei der sonst üblichen Leinwand, sondern wesentlicher Bestandteil des Bildes wird. Die Trennung von Malgrund und Motiv wird aufgehoben. Das Konzept dieser Werkgruppe lautet: »Biomorphe Formen – sogenannte »Zellen« – bedecken ganz oder teilweise verschiedene Bildträger in unterschiedlichen Farben, Größen und Maltechniken.«
Darüber hinaus macht Heinze mit dieser Praxis auch auf den Wahnsinn des Transports von Kunstwerken aufmerksam. Weltweit sind täglich tausende Kunstwerke in geradezu irrwitzigen Kunsttransportkisten unterwegs. Sie erfordern einen immensen Aufwand an logistischen und finanziellen Mitteln und hinterlassen gigantische ökologische Fußabdrücke. Heinze faltet oder knüllt seine Bilder einfach. So sind sie äußerst günstig von A nach B zu bringen. So beschreibt und dokumentiert die Lagerung, Transport und die rüde Behandlung den vollständigen Prozess der künstlerischen Praxis und die Entwicklung des Werkes. Für das Ergebnis diese Zusammenwirkens ist der Begriff »Bild« nur noch bedingt richtig, man könnte im Grunde auch von gemalten Objekten sprechen.

### Werkgruppe »EiBrot«
„EiBrot“ lässt sich kunsthistorisch in den Bereich der zeitbasierten und dokumentarischen Konzeptkunstprojekte einordnen. Die Serie begann im Wesentlichen 1960, allerdings ohne dass sie in den ersten 50 Jahren dokumentiert wurde. Seit etwa 2019 dokumentiert Manfred Heinze manchmal täglich alle EiBrote, die er selbst zubereitet oder die ihm in Restaurants zubereitet werden. Wie bei anderen zeitbasierten Kunstwerken umfasst dieses ungewöhnliche Projekt alle Aspekte der prozessualen Kunst. Diese Dokumentation ist individuell, aber in der Wiederholung verhaftet. Ihre fotografische Konservierung zeigt uns über die individuelle Zuordnung und das Datum die Zeit selbst und den Zeitverlauf als Ganzes. Manfred Heinze vergewissert sich so seines eigenen Alters und seiner eigenen Zeiterfahrung. Auch wenn die ersten 50 Jahre EiBrot nur in der Erinnerung von Manfred Heinze verankert sind, vermitteln die ausschnitthaften Darstellungen des Projekts mit dem Wissen um den gesamten Lebensabschnitt auch ein Bild davon, wie die Zeit vergeht. Und da zumindest die Fotodaten und die Präsentation auf der Plattform Instagram (@eibrot) auch den Ort der Foto- und Essensaufnahme festhalten, kann EiBrot auch als Versuch beschrieben werden, die Dauer von Zeit und Raum in Kunst zu verwandeln. Dr. phil. Andreas Brenne, Professor für Kunst und Kunstpädagogik an der Universität Osnabrück, schreibt: „Denn EiBrote sind so, dass sie es längst verdient haben, in die Sphäre der Kunst erhoben zu werden. Es ist eigentlich ein Wunder, dass sie nicht schon viel früher entdeckt worden sind.“

### Werkgruppe »x«
Wie bereits EiBrot, so lässt sich auch x in den Bereich der zeitbasierten Konzeptkunst einordnen. 
Die Serie begann 2023. Wie bei einem Wandkalender, bei dem jemand die vergangenen Tage mit einem x durchgestrichen hat, so malt Heinze für jeden Tag, an dem er im Studio arbeitet, ein Bild im Format 21 × 21 Zentimeter mit einem mittig platzierten großen x.

## Ausstellungen
Die erste Ausstellung mit Werken von Manfred Heinze fand 1983 in der Galerie campus in Duisburg-Neudorf statt. Im selben Jahr hingen seine Werke auch im Kunstmuseum Mülheim an der Ruhr und schon 1985 im Wilhelm-Lehmbruck-Museum in Duisburg. Heinze nahm bisher an über 300 Gruppen- und Einzelausstellungen teil (Stand: 2022) u. a. im Potsdam-Museum, Zitadelle Spandau Berlin, Otto-Nagel-Galerie Berlin, Galerie/Kunstraum Medici Solothurn (CH), Prignitz-Museum Havelberg, KunstPalais Badenweiler, Stadtmuseum Duisburg, Cubus Kunsthalle Duisburg, Kunsthalle Kempten, Museum Küppersmühle Duisburg, Kunstverein Duisburg, Museum Eisenhüttenstadt, Kunstmuseum Dieselkraftwerk Cottbus, Kunstverein Uelzen, Museum Kalkriese Bramsche, Mühlenhaupt Museum Berlin und im Kunstverein Hof. Zwischen 2004 und 2015 beteiligte sich Heinze auch an internationalen Mail-Art-Ausstellungen, sofern diese in Galerien oder Museen stattfanden. Für künftige Ausstellungen des gesamten Werkes von Manfred Heinze ist ein Künstlermuseum geplant.

## Mitgliedschaften
Seit 1985 ist Heinze durch die Teilnahme an einer Ausstellung Duisburger Künstler im Wilhelm-Lehmbruck-Museum Mitglied der Interessengemeinschaft Duisburger Künstler. Mit ortsansässigen Kollegen gründete er 1987 die Gruppe „freie duisburger künstler“, die 1990 als Verein eingetragen wurde, dessen Gründungs- und Vorstandsmitglied er bis zur Vereinsauflösung im Jahre 2006 er war. Bedingt durch die anfängliche Verknüpfung von Kunst und Architektur, wurde 1996 auf seine Initiative hin der Beirat für Stadtgestaltung (BEST) der Stadt Duisburg gegründet, dem er bis 1998 angehörte. Von 1996 bis 2000 war Heinze Mitglied des Kuratoriums der Stiftung Deutscher Architekten. 2003 wurde er Mitglied im berufsverband bildender künstler berlin e.V. (bbk). Hier war er ab 2003 zunächst auch Mitglied der Aufnahmekommission und von 2011 bis 2012 deren Vorsitzender. Zwischen 2007 und 2009 war Heinze Gründungs- und Vorstandsmitglied der Produzentengalerie Galerie Frenhofer e.V., Berlin. Von 2013 bis 2019 war er im Vorstand des Bundes Bildender Künstlerinnen und Künstler, Bezirksgruppe Osnabrück im Landesverband Niedersachsen e.V. Seit 2016 ist Heinze Mitglied und seit 2023 im Beirat des Kunstvereins Gesellschaft für zeitgenössische Kunst e.V. Osnabrück (hase29). Im internationalen Dull Men´s Club ist er wegen seiner Projekte »EiBrot« und »Zellen« seit 2017 Mitglied.

## Auszeichnungen, Preise und Förderungen (Auswahl)
Obwohl Heinze immer wieder behauptet, sich dem Wettbewerbsbetrieb der Kunstszene zu verweigern, erhielt er einige wenige Ehrungen.
- 2023 Stipendium Artist in Residence der Stadt Gmünd in Kärnten (Österreich)[6]
- 2021 Projektförderungen, Stadt Osnabrück
- 2017 Projektförderung, Stadt Osnabrück
- 2006 Nominierung, Kunstpreis, Stadt Fürstenwalde
- 1996 Nominierung, Förderpreis des Landes Nordrhein-Westfalen
- 1994 Nominierung, Förderpreis des Landes Nordrhein-Westfalen
- 1993 Projektförderung, Kultusministerium Nordrhein-Westfalen
- 1992 Projektförderung, Stadt Duisburg
- 1989 Katalogförderung, Universität Essen
- 1988 1. Preis, Stiftung Deutscher Architekten
- 1988 Sonderpreis, Thyssen Stahlbau, Essen
- 1985 Preis, Fassadenwettbewerb Farbgestaltung Borbecker Platz, Essen
- 1984 Auszeichnung, Fassadenwettbewerb, Duisburg

Darüber hinaus konnte Heinze, teils mit Partnern, insgesamt sechs 1. und 2. Preise bei Architekturwettbewerben erzielen.

## Werke in öffentlichen Sammlungen
Die Werke von Manfred Heinze sind unter anderem Bestandteil der folgenden öffentlichen Sammlungen:
- Architektenkammer Nordrhein-Westfalen Düsseldorf
- Kunstraum Medici Solothurn (CH)
- Kunstsammlung des Rundfunk Berlin-Brandenburg
- Versorgungswerk der Architektenkammer Düsseldorf
- Collection of the Brasilian Museum of Sculptures Sao Paulo
- Corinium Museum Cirencester (GB)
- Museum of Ornamental Post Toronto (CA)
- J.A. Hoffberg Archive Santa Barbara (US).

## Publikationen
- ZELLEN / CELLS, EditionKalini, Osnabrück 2023 (limitierter, nummerierter und signierter Katalog 43 +7)
- OBJEKTE / OBJECTS, EditionKalini, Osnabrück 2023 (limitierter, nummerierter und signierter Katalog 43 +7)
- LICHTBILDER / IMAGES, EditionKalini, Osnabrück 2023 (limitierter, nummerierter und signierter Katalog 43 +7)
- Infernal & Testament. EditionKalini, Osnabrück 2018, ISBN 978-3-00-060701-1 (Katalog zur Ausstellung im Ruller Haus)
- Onomatopoesia [Ahh]. EditionKalini, Osnabrück 2016, ISBN 978-3-00-053045-6 (Texte zur Kunst von Manfred Heinze)
- Altar, Dirndl & Gemütlichkeit. EditionKalini, Osnabrück 2015, ISBN 978-3-00-049474-1 (Katalog zur Ausstellung im Kunstverein Hof)
- Die Emma-Analyse. Manfred Heinze, Osnabrück 2015 (Künstlerbuch)
- Badenweiler Ornament. EditionKalini, Berlin 2012, ISBN 978-3-00-036401-3 (Katalog zur Ausstellung im KunstPalais Badenweiler)
- mit Lynn Zoé: Sehnsuchtsorte. EditionKalini, Berlin 2010, ISBN 978-3-00-032312-6 (Katalog zur Ausstellung im Ausstellungszentrum Pyramide, Berlin)
- At Eka Zuznu. EditionKalini, Berlin 2008 (Katalog zur Ausstellung in der Galerie Frenhofer, Berlin)
- On Div Ummbu. EditionKalini, Berlin 2007, ISBN 978-3-00-021735-7 (Katalog zur Ausstellung in der Galerie im Saalbau, Berlin)
- Funktionale Skulpturen. Selbstverlag, Berlin 2005, ISBN 3-00-015455-8 (Katalog zur Ausstellungsreihe Funktionale Skulpturen)
- Havel-Land. Selbstverlag, Berlin 2005, ISBN 3-00-015187-7 (Katalog zur Ausstellungsreihe Havel-Land)
- Badenweiler Trilogie. Selbstverlag, Berlin 2004, ISBN 3-00-013275-9 (Katalog zur Ausstellung im Museum Tschechow-Salon, Badenweiler)
- Atelier 1998–2003. Selbstverlag, Berlin 2003, ISBN 3-00-011147-6 (Werkkatalog)
- Atelier 1986–1997. Selbstverlag, Berlin 1997, ISBN 3-00-011146-8 (Werkkatalog)
- European Center for Culture – Acropolis – Athens. Universität Essen, Essen 1989 (Katalog zur Diplomarbeit von Manfred Heinze)
- Atelier 1977–1985. Selbstverlag, Mülheim a.d. Ruhr 1985, ISBN 3-00-011145-X (Werkkatalog)